# Bauler (powiat Eifel Bitburg-Prüm)
Bauler – miejscowość i gmina w Niemczech, położona w kraju związkowym Nadrenia-Palatynat, w powiecie Eifel Bitburg-Prüm, wchodzi w skład gminy związkowej Südeifel. Do 30 czerwca 2014 wchodziła w skład gminy związkowej Neuerburg. Leży przy granicy niemiecko-luksemburskiej. Liczy 74 mieszkańców (2009).

## Historia
Miejscowość w 1217 znana była jako de Berwitre, a w 1501 jako Buler. W archiwach parafii Neuerburg znajdują się wpisy o istniejącej w 1768 kaplicy. Do 1794 Bauler znajdowało się pod panowaniem rodu Falkenstein.

## Demografia
| - 1815 – 130 - 1835 – 220 - 1871 – 224 - 1905 – 190 - 1939 – 448 - 1950 – 167 - 1961 – 174 - 1965 – 159 - 1970 – 146 |  | - 1975 – 132 - 1980 – 116 - 1985 – 92 - 1987 – 92 - 1990 – 82 - 1995 – 76 - 2000 – 71 - 2005 – 72 |

## Polityka
Rada gminy liczy sześciu członków oraz wójta który jest przewodniczącym.

## Zabytki i atrakcje
- młyn na rzece Gaybach
- kościół filialny pw. św. Kwiryniusza (Sankt Quirinus)
- zajazd z 1809
- rzymskie miejsce pochówku
- bunkry na linii Zygfryda